# Asta Vrečko
Asta Vrečko (Celje, 13 de agosto de 1984) es una política eslovena. Actualmente desempeña como ministra de Cultura de la República de Eslovenia desde 2022. Se convirtió en coordinadora de Levica en septiembre de 2023.

## Infancia y juventud
Vrečko nació en Celje y creció en Šentjur. Se licenció en historia del arte y consiguió un trabajo como joven investigadora en el departamento de pedagogía del arte de la Facultad de Educación de la Universidad de Liubliana. Posteriormente, Vrečko trabajó como profesora asistente en el Departamento de Historia del Arte de la Facultad de Artes de la Universidad de Ljubljana, donde recibió su doctorado en 2014. Sus áreas de investigación son el arte esloveno y yugoslavo en el siglo XX, con énfasis en el estudio y organización de artistas, historia de exposiciones y política cultural en el período de ambas Yugoslavias y arte camp.
También trabaja como asociada en la Galería Božidar Jakac en Kostanjevica na Krki y como asociada externa en la Academia de Bellas Artes y Diseño de Ljubljana. También es curadora y coautora de varios proyectos.

## Política

### Inicio
Vrečko se dedica al activismo desde hace muchos años. Fue miembro de The Workers and Punks University, y en 2014 cofundó la Iniciativa por el Socialismo Democrático, que entonces formaba parte de Izquierda Unida. Hoy es miembro del partido de La Izquierda. En las elecciones locales de 2018, fue elegida para el cargo de concejala del municipio de Liubliana, donde fue una de las tres concejalas de la izquierda.  En 2021, fue elegida coordinadora adjunta del partido. Se postuló para el partido en las elecciones a la Asamblea Nacional de 2022 y obtuvo 1.074 votos en el distrito 1 de Ljubljana Šiška, o el 10,49 por ciento de los votos, pero no fue elegida representante.

### Ministra de Cultura
Cuando la izquierda inició negociaciones de coalición con el Movimiento por la Libertad y los Socialdemócratas, se mencionó a Asta Vrečko como el futura ministra de Cultura. Fue escuchada ante la comisión competente de la Asamblea Nacional el 31 de mayo de 2022 e inició su mandato el 1 de junio de 2022.